# Christian Kelch
Christian Kelch (* 5. Dezember 1657 in Greifenhagen; † 2. Dezember 1710 in Reval) war ein deutschbaltischer Pastor und Chronist.

## Frühe Jahre
Christian Kelch wurde als Sohn des Geistlichen Gottfried Kelch und der Elisabeth Brauer in Greifenhagen in Schwedisch-Pommern geboren. Er besuchte von 1668 bis 1675 die Ratsschule in Stettin. Kurz nach Ausbruch des Schwedisch-Brandenburgischen Kriegs wechselte er an das Joachimsthalsche Gymnasium nach Berlin.
Ab 1678 studierte Christian Kelch an der Universität Frankfurt (Oder) hauptsächlich Geschichte. 1679 ging er an die Universität Rostock, wo er Vorlesungen in Theologie, unter anderem bei August Varenius (1620–1684) und Michael Cobabus (1610–1686), belegte.

## Pastor
Wegen finanzieller Schwierigkeiten musste Kelch sein Studium abbrechen. Er zog im Mai 1680 ins damals schwedische Livland und Estland, um dort sein Auskommen zu suchen. Zwei Jahre lang arbeitete er beim Pastor von Oberpahlen, A. Forselius, und bei Reiner Brockmann jun., der die Pastorenstelle in Lais innehatte. Dort erlernte er auch sehr gut Estnisch. Wie sein Vorbild Reiner Brockmann sen. (1609–1647) trat Kelch dafür ein, in der Kirchenarbeit so viel wie möglich die estnische Sprache zu verwenden und den Bildungsstand der ländlichen Bevölkerung zu verbessern.
1682 wurde Christian Kelch Pastor von St. Johannis. Er gründete dort eine der ersten öffentlichen Schulen für die bäuerliche Bevölkerung. Während der Hunger- und Pestepidemie Ende des 17. Jahrhunderts widmete er sich stark karitativen Maßnahmen. 1697 wurde er zum Pastor von St. Jakobi (heute Gemeinde Vinni) ernannt. Er kritisierte die schlechte Behandlung der livländischen und estnischen Landbevölkerung durch die herrschende deutschbaltische Oberschicht vehement.
Mit dem Ausbruch des Großen Nordischen Kriegs (1700–1721) wurde seine Gemeinde von den Kämpfen heimgesucht. Kelch soll damals unerschrocken gegen die russischen Soldaten für das Schicksal der Landbevölkerung in den Kriegswirren eingetreten sein. 1706 wurde Kelch zum Propst ernannt.
1710 wurde Christian Kelch die Stelle eines Oberpastors an der renommierten Nikolaikirche in Reval angetragen. Bevor er mit seiner neuen Aufgabe beginnen konnte, verstarb er im Dezember desselben Jahres in Reval an der Pest. Seine Beisetzung soll zu Füßen der Kelch-Linde an der Südseite der Nikolaikirche erfolgt sein.

## Familie
Christian Kelch war zweimal verheiratet. In erster Ehe 1683 mit Sophie Helene Ludwig, verw. Raupitzer, († 1695) und in zweiter Ehe 1696 mit Euphrosina Coster aus Haggers.

## Liefländische Historia
Zwischen 1688 und 1691 verfasste Christian Kelch sein historisches Hauptwerk, die Liefländische Historia. Sie erschien 1695 bei Johann Mehner in Reval im Druck. Darin schildert er die Geschichte Estlands, Livlands und Lettlands von der Frühzeit bis 1690. Besonders bedeutsam ist seine in gedruckter Form erst 1875 erschienene Fortsetzung, die Continuation, die die Jahre 1690 bis 1707 umfasst und bis heute eine der besten Quellen der Zeit geblieben ist. Insbesondere die Jahre der großen Hungersnot von 1695 bis 1698 und die ersten Jahre des Großen Nordischen Krieges werden darin eindrucksvoll von Kelch als Zeitzeugen geschildert.

## Werke
- Liefländische Historia, oder Kurtze Beschreibung der Denkwürdigsten Kriegs- und Friedens-Geschichte Esth- Lief- und Lettlandes; Vornehmlich in sich begreiffend einen kurtzen Bericht von den Nahmen, Entheilung und Beschaffenheit der Provintz Liefland, ... Theils aus Ein- und Ausländischen Geschicht-Schreibern, ... zusammen getragen und in fünff Büchern abgefasset, Von Christiano Kelchen, Pastore zu St. Johannis in Jerwen. Verlegts Johann Mehner, Buchhändler in Revall, im Jahr 1695. (gedruckt in Rudolphstadt von Heinrich Urban), UB Tartu
- Liefländische Historia. Continuation 1690 bis 1707. Nach der Originalhandschrift zum Druck gegeben. Mit Vorwort, Nachweisen und Personenregister versehen von Johannes Lossius. Dorpat: Schnakenburg's litho- und typogr. Anstalt, 1875